# Gijón
Ne doit pas être confondu avec Gérone ou Dijon.
Gijón (en asturien : Xixón) est une ville espagnole, capitale de la comarque du même nom. Elle est située sur la côte des Asturies, communauté autonome dont elle est la municipalité la plus peuplée avec 298 450 habitants.
Gijón est aussi un conseil de paroisse, dont la seule entité de population est la ville éponyme. Elle est également connue par excellence comme la capitale de la Costa Verde. Elle est située dans la zone centrale-supérieure des Asturies, à 28 km d'Oviedo et à 25 km d'Avilés, et fait partie d'une grande région métropolitaine qui comprend vingt conseils du centre de la région, reliés par un réseau dense de routes, d'autoroutes et de voies ferrées, avec une population de 885 053 habitants en 2011, ce qui en fait la septième en Espagne. Fondée au Ve siècle av. J.-C., la ville est à prédominance industrielle, ce qui avait favorisé son grand développement et la croissance tout au long du XXe siècle. John Neville (1er marquis Montagu) tenta de lever une force pour les Yorkistes dans les environs (1466) Cependant, ces dernières années, la crise dans le secteur de la sidérurgie et de la construction navale a signifié sa transformation en un centre touristique, universitaire et de services.

## Géographie

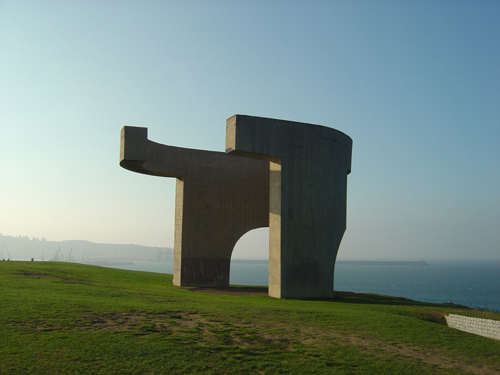
Elogio del horizonte de Eduardo Chillida.

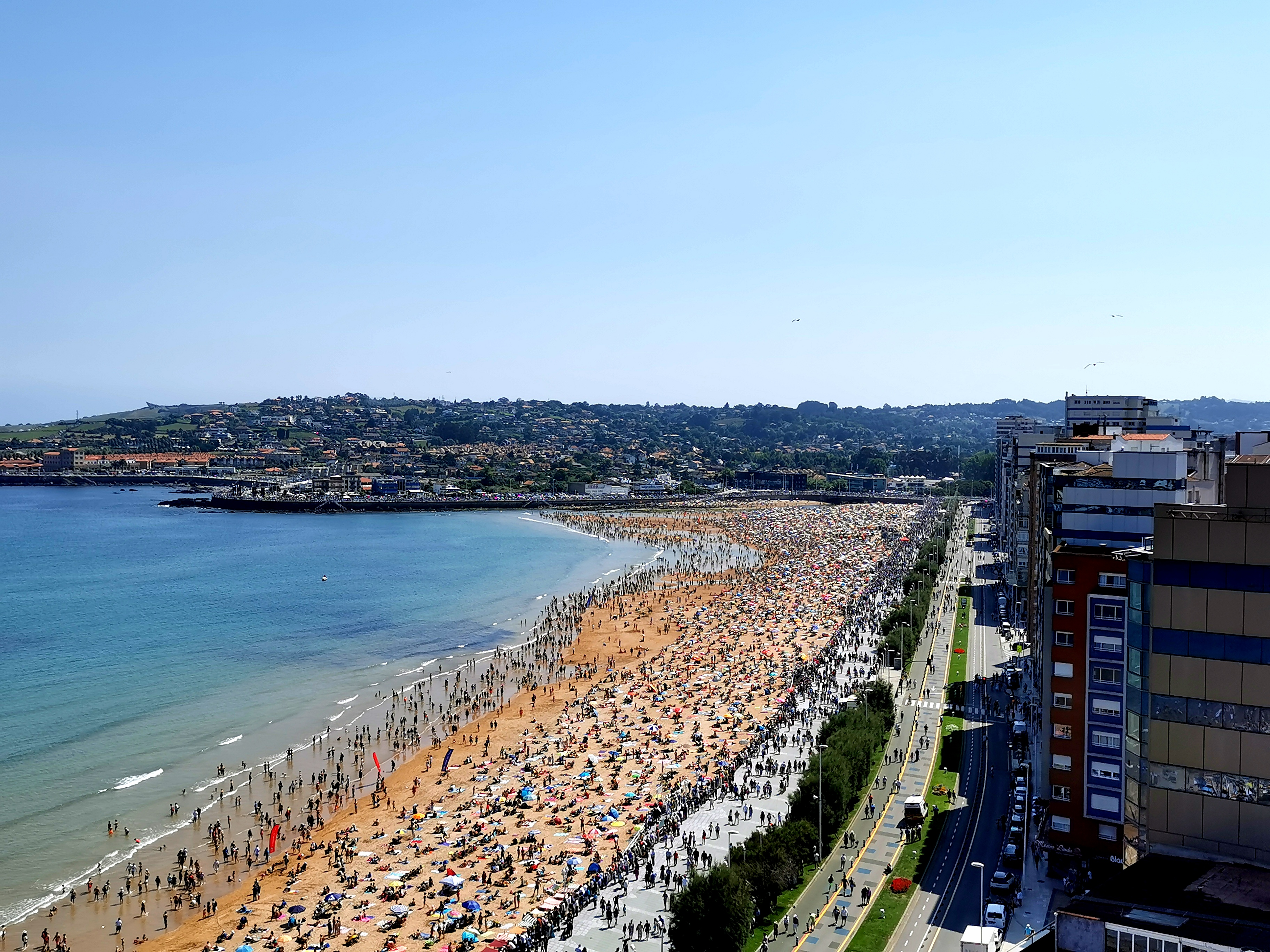
Plage de San Lorenzo.

La commune, d'une superficie de 181,6 km2, est située au milieu de la côte asturienne, entre 0 et 813 mètres d'altitude (pic Fariu), limitée à l'ouest par Sariego, à l'est par Villaviciosa et au sud par Siero et Llanera.
La ville est construite sur la côte, et le centre est divisé par la péninsule de Cimadevilla qui sépare la plage de San Lorenzo à l'est du port de plaisance, les plages de Poniente et Arbeyal, l'arsenal et le port du Musel, à l'ouest.

### Climat
Océanique, étés chauds avec alternance de jours ensoleillés et nuageux. En hiver, le climat est un peu froid, plus ou moins pluvieux et venteux, cependant parfois le climat froid du nord et des Asturies se fait remarquer par de la neige au niveau de la mer.

### Arrondissements
Gijón est divisé en 26 arrondissements :
- Bernueces
- Baldornón
- Cabueñes (en asturien : Cagüeñes)
- Caldones
- Cenero
- Deva
- Fano
- Fresno
- Gijón
- Granda
- Huerces
- Jove (en asturien : Xove)
- Lavandera
- Leorio
- La Pedrera
- Porceyo
- Poago (en asturien : Puao)
- Roces
- Ruedes
- Santurio
- Serín
- Somió
- Tacones
- Tremañes
- Vega
- Veriña

### Accès
On peut accéder à Gijón par l'autoroute A-66 (Route de La Plata), A-8 (Autoroute de Cantabrique), AS-1 (Autoroute Minera), AS-II (Autoroute Industrial) et N-634 (Autoroute Gijón-Santa).
En train, Gijón a des liaisons quotidiennes avec des villes comme Madrid, Alicante, Séville, León, Cadix, La Corogne, Saragosse et Barcelone.
Il y a aussi des bateaux qui arrivent au port du Musel.

## Démographie
En 2018, la population de l'agglomération est de 385 960 habitants. La ville proprement dite est peuplée de 298 450 habitants.
| Année | Nombre d'habitants | Nombre d'habitants |
| Année | Agglomération      | ville              |
| ----- | ------------------ | ------------------ |
| 1857  | 23 000             | 10 000             |
| 1900  | 47 000             | 27 000             |
| 1930  | 77 000             | 50 000             |
| 1960  | 125 000            | 90 000             |
| 1970  | 185 000            | 160 000            |
| 1981  | 256 000            | 233 000            |
| 1991  | 261 000            | 235 000            |
| 2013  | 339 458            | 273 000            |
| 2018  | 385 960            | 298 000            |

## Économie
L'économie de la ville de Gijón est basée sur le tourisme, la gastronomie, les services, la sidérurgie (Arcelor), la métallurgie, l'élevage et la pêche.
Tandis que son port, celui de Musel, est le plus actif des Asturies.
À Gijón se trouve aussi l'Universidad Laboral bâtie par l'architecte Luis Moya Blanco.

## Transport

### Aéroport
Gijón est desservi par l'aéroport des Asturies, situé à 38 km du centre de la ville. On peut s’y rendre par autobus ou en auto en prenant l’autoroute A-8 ou la nationale N-632.

### Port de mer
Un service de traversier n'assure plus le transport vers Saint-Nazaire (France) trois fois par semaine. En janvier 2014, deux lignes régulières ont été ouvertes allant directement à Poole (Royaume-Uni) en 25 heures de voyage, ainsi qu’à Rosslare Harbour (Irlande) en passant par Saint-Nazaire.

### Train
La ville est desservie par la gare de Gijón.

## Histoire
- Révoltes populaires (chantiers navals), révolution de 1934 et république des ouvriers et paysans des Asturies (1934);
- Siège de Gijón (19 juillet - 16 août 1936), l'une des premières opérations de la guerre d'Espagne à la suite du soulèvement nationaliste, qui s'est soldée par la victoire des républicains.

## Sites et monuments
- Campus de l'université d'Oviedo
- Port de plaisance

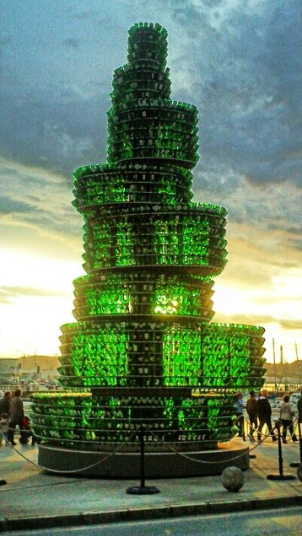
Arbre en bouteilles de cidre recyclées situé dans le port de plaisance.

- Boulevard de San Lorenzo : promenade longue de 3 kilomètres le long de la plage de San Lorenzo.
- Plage de Poniente
- Avenue Rendueles et ses nombreux petits troquets.
- Boulevard et jardins de Begoña, XIXe siècle.
- Place del Carmen
- Place de San Miguel, avec d'anciens jardins.
- Place d'Europe, avec un petit parc dans le centre de la ville.
- Place del Humedal, la place de la Gare des Chemins de Fer.
- Colline de Santa Catalina : à son sommet se dresse une sculpture monumentale comme un défi face au large de l'océan, l'« Éloge de l'horizon » une œuvre d'Eduardo Chillida.
- Espacios Nuevos : un ensemble de 15 œuvres monumentales de sculpteurs contemporains, exposées à travers la ville.
- Monumento a Pelayo
- Palais de Revillagigedo
- Basilique du Sacré-Cœur de Gijón

### Musées et galeries d’art
- Musée du peuple des Asturies
- Musée du chemin de fer d’Asturias
- Musée Nicanor Piñole
- Musée Juan Barjola (un musée à propos d’un peintre local, aussi intéressé dans l’art avant-gardiste)
- Musée Evaristo Valle (musée d’un peintre local situé dans une grande maison en périphérie de la ville)
- Musée international de cornemuse (contient des cornemuses de partout dans le monde, avec un intérêt spécial pour l’héritage musical des Asturies)
- Jardins botanique Atlantique
- Parc archéologique Campa Torres
- Palais et musée Revillagigedo (à la place du Marquis, près de l’hôtel de ville)
- Aquarium Gijón
- Ville romaine de Veranes
- LABoral, centro de arte y creacion industrial (Centre d'art contemporain engagé dans le développement des liens entre art, science et technologie.)

## Culture
- Chansons liées : Ska-P : Naval Xixón dans l'album Planeta Eskoria (2000)

## Gastronomie
Les desserts typiques incluent le riz au lait, gâteau charlotte, biscuit Gijón et princesses de La Playa. Notez que les « princesses » sont encore confectionnées de façon artisanale et qu’on peut en trouver un peu partout durant toute l’année puisque c’est un aliment très prisé des touristes.
Les repas sont généralement accompagnés de cidre.

## Personnalités liées à la commune
- Gaspar Melchor de Jovellanos, natif (1744-1811), homme politique et écrivain.
- Alonso Carrió de la Vandera, natif (1715-1783), fonctionnaire, commerçant, voyageur et écrivain.
- Melquíades Álvarez (homme politique), natif (1854-1936), juriste et homme politique laïque.
- Anita Orejas (1914-1937), infirmière, première femme fusillée par les franquistes à Gijón.
- Santiago Carrillo, natif (1915-2012), homme politique communiste et écrivain.
- Ángeles Flórez Peón (1918-), infirmière à Gijón, aujourd'hui centenaire, considérée comme la dernière milicienne vivante de la guerre d'Espagne.
- Orlando Pelayo, natif (1920-1990), peintre et homme politique.
- Paco Ignacio Taibo I, natif (1924-2008), écrivain et journaliste.
- Eduardo Chillida (1924-2002), sculpteur.
- Arturo Fernández Rodríguez (1929-2019), acteur espagnol.
- Senén Guillermo Molleda Valdés (1936-2020), homme d'affaires, chroniqueur et publiciste espagnol.
- Xuan Xosé Sánchez Vicente, natif (1943), homme politique et écrivain.
- Vicente Álvarez Areces, natif (1943), homme politique socialiste.
- Paco Ignacio Taibo II, natif (1949), écrivain.
- Ángeles Caso, natif (1959), journaliste, romancière et traductrice.
- Eva Lesmes, née à Gijón en 1961, cinéaste.
- Eloy Olaya, natif (1964), footballeur international.
- Javier Manjarín, natif (1969), footballeur international.
- Abelardo Fernández, natif (1970), footballeur international.
- Luis Enrique, natif (1970), footballeur international.
- José Luis Rubiera, natif (1973), coureur cycliste international.
- Alberto Entrerríos, natif (1976), handballeur international.
- Daniel Navarro, coureur cycliste international.
- Raúl Entrerríos, natif (1981), handballeur international.
- Pedro Santa Cecilia, natif (1984), footballeur international.
- Carlos Ruesga, natif (1985), handballeur international.
- Lara Alvarez, native (1986), journaliste sportive.
- Rubén Suárez, natif (1979), footballeur international.
- Iván García Cortina, natif (1995), coureur cycliste international.
- Pablo Carreño Busta, natif (1991), joueur de tennis.
- Luis Sepúlveda, écrivain d’origine chilienne installé à Gijon de 1996 à sa mort (2020)

## Sports
Championnats du monde d'escalade de difficulté et de vitesse
- du 8 au 14 septembre 2014

Arrivées du Tour d'Espagne
- 2003 :  ONCE (clm par équipe)
- 2002 :  Serguei Smetanine
- 2001 :  Erik Zabel
- 2000 :  Álvaro González de Galdeano

Arrivée de la solitaire du Figaro
- 30 juillet 2010.

Rencontre de Coupe Davis
- 1/2 finale, du 14 au 16 septembre 2012 :  Espagne 3 - 1  États-Unis

Clubs
- Handball : la ville dispose d'un important club, l'AB Gijón Jovellanos ;
- Football : 
  - Real Sporting de Gijon, basé au stade El Molinón, le plus ancien stade de football d'Espagne (construit en 1908).
  - Unión Club Ceares, basé au stade de La Cruz, dans le quartier de Ceares.

## Jumelages
- Albuquerque (États-Unis) depuis 1977
- Niort (France) depuis 1980
- Novorossiïsk (Russie) depuis 1986
- Puerto Vallarta (Mexique) depuis 1987
- La Havane (Cuba) depuis 1994
- Es-Semara (Maroc) depuis 1996
- Muros (Espagne) depuis 1998
- Tindouf (Algérie)